# Walter Pick
Walter Pick (4. ledna 1917 – ?) byl československý sjezdař.

## Lyžařská kariéra
Na IV. ZOH v Garmisch-Partenkirchen 1936 skončil v alpském lyžování v kombinaci na 26. místě.